# 짐 포드

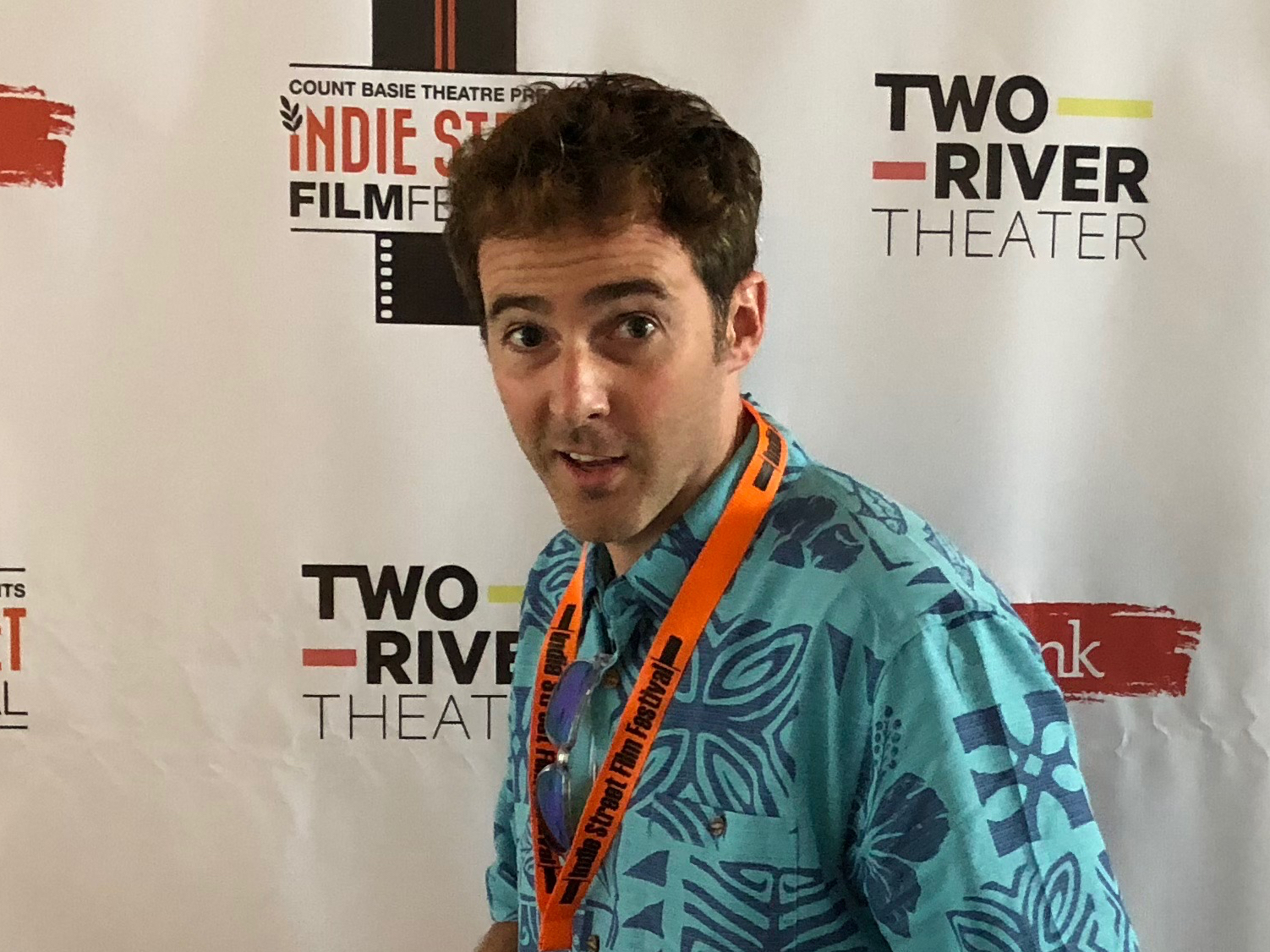

짐 포드(Jim Ford, 1981년 9월 15일 ~ )는 미국의 영화 감독, 배우, 텔레비전 배우, 각본가, 스턴트 배우이다.
우스터에서 태어났다.

## 영화
- 라스트 세븐: 지옥의 묵시록 (2010년)
- 템테이션 (2009년)